# Хинэн, Патрик Стэнли Вон
Патрик Стэнли Вон Хинэн (англ. Patrick Stanley Vaughan Heenan; 29 июля 1910 — 13 февраля 1942) — британский офицер, капитан Британской Индийской армии, уличённый в шпионаже в пользу Японской империи во время Малайской операции. Был арестован во время битвы за Сингапур и казнён сослуживцами как предатель. По свидетельству его биографа Питера Элфика, в Великобритании цензура запретила упоминать об этом событии.

## Ранние годы
На момент рождения сына в Рифтоне мать Патрика, Энн Стэнли (р. 1882), не состояла в браке. При рождении ему была дана девичья фамилия матери, информация об отце не сохранилась. Чуть позже мать и сын переехали в Бирму к горному инженеру Джорджу Чарльзу Хинэну (1855—1912). Хинэн в свободное время играл в крикет в разных новозеландских командах в 1880-е и 1890-е годы, однако в некоторых источниках его называют сторонником движения за независимость Ирландии. Свидетельств тому, что Хинэн был отцом Патрика или состоял в браке с Энн, не сохранилось, однако Патрик был крещён под фамилией Хинэн в римско-католической церкви. Джордж Хинэн скончался в бирманском городе По в 1912 году, а мать Патрика позже работала гувернанткой в семье по фамилии Кэрролл.
В 1922 году Кэрроллы переехали в Англию, и с ними проследовала Энн. Миссис Кэрролл скончалась несколько лет спустя, а Бернард Кэрролл, который был бухгалтером по профессии, женился на Энн. Патрик в 1923—1926 годах учился в школе Севеноукс в Кенте, а в 1927 году в возрасте 16 лет поступил в Челтнемский колледж на дневное отделение; в одном с Патриком классе учились 13-летние. По свидетельствам сверстников, Хинэн учился плохо, а согласно Словарю национальных биографий, считался «мрачным, обиженным ребёнком, которого не любили остальные ученики» (англ. gloomy, resentful misfit disliked by other pupils). При этом он отлично успевал в спортивных занятиях, особенно боксе, благодаря крупному телосложению. По свидетельству Элфика, Хинэн постоянно вступал в перепалки как со студентами, так и с руководством колледжа. Пребывая в расположении Учебного офицерского корпуса, Хинэн так и не окончил подготовительные офицерские курсы в колледже, лишившись права учиться на офицера Британской армии, и устроился работать в торговую команду Steel Brothers.

## Военная карьера
В начале 1930-х годов Хинэн подал заявку во Вспомогательный армейский резерв, что было единственным для него способом стать офицером без получения должного образования. Согласно Элфику, этого могло и не случиться, если бы вскрылись факты о том, что Хинэн является незаконнорождённым сыном. Предоставив свидетельство о крещении и сертификат об окончании школы, подписанные директором, Хинэн всё-таки поступил в 1932 году в резерв с одобрения руководителя Учебного офицерского корпуса Челтнема. В 1935 году он был принят в ряды Британской армии с личным номером 547AI, проживая в Чиме (Суррей, Англия). Он был направлен в Индийскую армию, но после полугода обучения в британском полку так и не был принят в какой-либо индийский полк, вследствие чего прошёл ещё полгода обучения в другом британском полку и затем был направлен в 16-й пенджабский полк. Он отличился в сражениях в Северо-Западной пограничной провинции, но позже был отправлен в Индийский армейский корпус службы, что, согласно Элфику, означало, что его как неблагонадёжного офицера исключили из полка на передовой.
В 1938—1939 годах Хинэн, вернувшийся позже в 16-й пенджабский полк, провёл полгода в отпуске, по традиции Индийской армии, в Японии, где, возможно, и был завербован японской разведкой. В 1941 году в связи с надвигающейся угрозой вторжения японцев отряд Хинэна был отправлен в Британскую Малайю, где его перевели в подразделение связи ВВС и направили на курсы в Сингапуре. В июне 1941 года во время курсов Хинэн находился в Северной Малайе, в Кедахе, на базе Алор-Стар, где базировались многие эскадрильи Королевских британских, австралийских и новозеландских ВВС. 8 декабря 1941 года, спустя считанные сутки после нападения на Перл-Харбор, японцы вторглись в Таиланд и Малайю. Сидней Тавендер, председатель Котсволдского отделения Ассоциации военнопленных Дальневосточного театра ВМВ, сослуживец Хинэна, писал, что японцы тщательно спланировали нападение: они перехватывали радиограммы и как будто знали все позывные британцев, хотя позывные менялись каждые сутки. К 10 декабря в результате авианалётов японцев в Северной Малайе были уничтожены все части ВВС британцев.
Хинэна арестовали во время авианалёта, и Тавендер рассказывал об этом так:

Когда мы обнаружили, что его нет в бомбоубежищах, мы заподозрили что-то неладное. Мы вошли в его комнату и обнаружили радиоприёмник, ещё тёплый. Именно тогда мы видели его [Хинэна] последний раз. Его арестовали.
Оригинальный текст (англ.)When we discovered he wasn't in the slit trenches with us we became suspicious. We went to his quarters and discovered a radio, which was still warm. That was the last we saw of him. He was arrested.

Выяснилось, что Хинэн передавал японцам радиопереговоры британцев и помогал им вносить корректировки в планы авианалётов. Помимо шпионского оборудования, у него был изъят передатчик морзянки, управляемый с буквенно-числовой клавиатуры аналогично трансприёмнику Альфреда Трэгера, и замаскированный под печатную машинку. В январе 1942 года Хинэн предстал перед трибуналом в Сингапуре. Хотя формально никакой приговор не был вынесен, обычным наказанием среди британских офицеров за предательство была смерть. Он находился под стражей несколько недель в Сингапуре.
8 февраля японцы уже почти полностью заняли Сингапур. Спустя пять дней, со слов писательницы Линетт Сильвер, ссылающейся на Питера Элфика, Хинэна расстреляли в Кеппел-Харбор.

К 13 февраля Хинэн стал уже хамить и язвить своим охранникам, что якобы скоро его освободят, а они попадут в плен. Похоже, что британская военная полиция решила сама с ним разобраться. С помощью жребия, вытянув игральные карты, офицеры выбрали, кто его застрелит. Считается, что его притащили на причал, где сержант из пистолета выстрелил ему в затылок, а тело сбросили в воду.
Оригинальный текст (англ.)By February 13, Heenan had become very cocky, taunting his guards that he would soon be free and they would be prisoners. It appears that British military police took matters into their own hands. After cards were cut to decide who would [kill] Heenan, it is alleged he was taken to the dockside, where a sergeant executed him with a single pistol shot to the back of the head. The body was then dumped in the harbour.

## Последствия
Военный историк Брайан Фаррелл, не отрицая, что Хинэн своим поступком погубил 62-ю британскую эскадрилью, всё же считает, что тот не мог нанести серьёзный ущерб союзным войскам. Питер Элфик также полагает, что даже без подрывной деятельности Хинэна британская авиация не имела шансов в борьбе против японцев: их машины были устаревшими, а аэродромы — слишком уязвимыми для атаки. Однако Элфик добавил, что Хинэн передал в межвоенные годы слишком много информации японцам и фактически обеспечил уничтожение британской авиации в Северной Малайе, а весть о том, что Хинэн оказался предателем, просто морально раздавила британских солдат и офицеров.
В 1998 году семья одного из погибших во Второй мировой войне потребовала вычеркнуть имя Хинэна с мемориала на военного кладбища Кранджи в Сингапуре. По данным Комиссии по военным захоронениям Содружества Наций, его дата смерти не 15 февраля 1942 года, когда он был формально объявлен пропавшим без вести, а 15 февраля 1944 года, общая дата признания умершими всех пропавших без вести в Сингапуре.